# 島根県道26号出雲三刀屋線
島根県道26号出雲三刀屋線（しまねけんどう26ごう いずもみとやせん）は、島根県出雲市と雲南市を結ぶ主要地方道（県道）である。

## 概要
島根県出雲市を流れる斐伊川に沿って出雲市と雲南市を結ぶ主要地方道指定の県道路線で、起点である出雲市大津町の国道184号・神立橋西詰交差点より分岐して斐伊川左岸に沿って南下し、雲南市中心街の三刀屋町下熊谷を走る国道54号に達する。主な通過地は、出雲市船津町・上島町、雲南市三刀屋町給下である。出雲市上塩冶町の築山交差点から東へ延びる整備中のバイパスの一部（約250 m）があり、島根県道277号多伎江南出雲線と交差接続する。

### 路線データ
- 起点：島根県出雲市大津町（神立橋西詰交差点、国道184号交点）
- 終点：島根県雲南市三刀屋町下熊谷（下熊谷交差点、国道54号・国道314号交点）
- 総延長：15.7 km

## 歴史
- 1954年（昭和29年）
  - 1月20日 - 建設省（現・国土交通省）が主要地方道出雲西城線を指定。
  - 9月17日 - 広島県が主要県道20号出雲西城線を認定。
- 1955年（昭和30年）5月1日 - 島根県が主要県道2号出雲西城線を認定。
- 1966年（昭和41年）3月29日 - 島根県が整理番号を2から4へ変更。
- 1969年（昭和44年）12月4日 - 一般国道314号が指定。大部分が重複区間となる。
- 1971年（昭和46年）6月26日 - 建設省が主要県道出雲西城線の一部を主要地方道出雲三刀屋線に指定。
- 1972年（昭和47年）
  - 3月21日 - 島根県が主要県道4号出雲西城線を、広島県が主要県道20号出雲西城線を廃止。島根県が主要県道4号出雲三刀屋線を認定。
  - 8月1日 - 島根県が整理番号を4から26へ改番。
- 1993年（平成5年）5月11日 - 建設省から、主要県道出雲三刀屋線が出雲三刀屋線として主要地方道に再指定される[1]。

## 路線状況

### 重複区間
- 島根県道351号出雲路自転車道線（出雲市大津町）

## 地理
出雲市大津町 - 出雲市・雲南市の市境付近で斐伊川の出雲市側土手をルートをとっている。

### 通過する自治体
- 出雲市
- 雲南市

### 交差する道路
| 交差する道路                                                                                              | 市町村名 | 交差する場所       | 交差する場所                |
| --- | -------- | ------------------ | --------------------------- |
| 国道184号 島根県道351号出雲路自転車道線 重複区間起点                                                      | 出雲市   | 大津町             | 神立橋（）西詰交差点 / 起点 |
| 島根県道351号出雲路自転車道線 重複区間終点                                                                | 出雲市   | 大津町             |                             |
| 島根県道26号出雲三刀屋線 / バイパス未供用                                                                 | 出雲市   | 船津町             |                             |
| 島根県道157号出雲大東線 島根県道183号斐川上島線 重複                                                      | 出雲市   | 上島町（）         |                             |
| 国道54号 国道314号                                                                                        | 雲南市   | 三刀屋町下熊谷（） | 下熊谷交差点 / 終点         |
| バイパス                                                                                                  |          |                    |                             |
| 島根県道277号多伎江南出雲線                                                                               | 出雲市   | 上塩冶町（）       | 築山交差点 / バイパス起点   |
| 出雲市道I218号塩冶218号線                                                                                 | 出雲市   | 上塩冶町           |                             |
| 未供用区間                                                                                                |          |                    |                             |
| 出雲市道2024号大津上塩冶線 / 簸川南広域農道 / 出雲ロマン街道 簸川南広域農道 / 出雲ロマン街道 重複区間起点 | 出雲市   | 上塩冶町           |                             |
| 出雲市道I351号塩冶351号線 / 簸川南広域農道 / 出雲ロマン街道 簸川南広域農道 / 出雲ロマン街道 重複区間終点  | 出雲市   | 上塩冶町           |                             |
| 未供用区間                                                                                                |          |                    |                             |
| 島根県道26号出雲三刀屋線 / 本線                                                                           | 出雲市   | 船津町             | バイパス終点                |

### 沿線にある施設など
- 斐伊川